# Ильюшкино (Смоленская область)
Ильюшкино — деревня в Новодугинском районе Смоленской области России. Входит в состав Днепровского сельского поселения. Население — 5 жителей (2007 год). 
Расположена в северо-восточной части области в 34 км к северо-западу от Новодугина, в 30 км западнее автодороги Р134 «Старая Смоленская дорога» Смоленск — Дорогобуж — Вязьма — Зубцов, на берегу реки Днепр. В 31 км северо-восточнее деревни расположена железнодорожная станция Сычёвка на линии Вязьма — Ржев. 

## История
Во второй четверти 19 в. в селе была построена церковь Одигитрии в стиле позднего классицизма.
В годы Великой Отечественной войны деревня была оккупирована гитлеровскими войсками в октябре 1941 года, освобождена в марте 1943 года.